# Jesper Lauridsen
Jesper Sejrup Lauridsen (født d. 27. marts 1991) er en professionel dansk fodboldspiller, som spiller i Esbjerg FB.

## Karriere
Jesper Lauridsen har tidligere spillet for flere klubber. Hans fodboldkarriere startede som barn i fodboldklubben KLG, der er placeret i fødebyen Lind udenfor Herning. Senere flyttede Lauridsen dog til klubben Herning Fremad, for senere at spille for FC Midtjyllands akademi.

### FC Midtjylland
Lauridsen fik superligadebut for FC Midtjylland den 30. april 2011 i en alder af 20 år og 34 dage. Efter dette deltog Jesper i en hæsblæsende affære mod rivalerne fra Esbjerg fB i pokalsemifinalen, der endte med en FCM-sejr i straffesparkskonkurrence. I den efterfølgende superligakamp scorede Lauridsen det vindende mål på 2-1 over SønderjyskE på hjemmebane ved et flot hovedstød, og opnåede dermed status som matchvinder.
Hobro IK
I efteråret 2013 blev Lauridsen udlejet til Hobro IK i 1. division.

### Esbjerg fB (EFB)
Den 1. februar 2016 blev det bekræftet, at Jesper Lauridsen skiftede fra FC Midtjylland til Esbjerg fB på en fireårig aftale. Jesper Lauridsen vandt i sæsonen 2018-2019 bronze i superligaen med EFB.
Randers FC
Den 16. januar 2020 skiftede Jesper Lauridsen fra Esbjerg FB til Randers FC, i en byttehandel de 2 klubber imellem, Kevin Conboy skiftede den modsatte vej.

### Esbjerg fB (EFB) igen
Den 31. august 2022 skiftede Jesper Lauridsen tilbage til Esbjerg FB efter et ophold i Randers FC